# Симоне Пруч
Симоне Пруч (на немски: Simone Prutsch) е австрийска състезателка по бадминтон, десничарка. Член е на клуб „АТУС Вайц“ (ATUS Weiz) в град Вайц, провинция Щирия.

## Биография
Родена е на 17 октомври 1978 г. в Бат Канстат – най-стария квартал на Щутгарт, провинция Баден-Вюртемберг, Западна Германия.
Започва кариерата си на 10-годишна възраст във всички дисциплини, на 12 години играе първия си регионален турнир.
От 1996 г. е член на националния отбор по бадминтон.. Най-добрите ѝ постижения са 65-то и 72-ро място в световната ранглиста. Печели първата си титла в първенство за младежи през 1995 г., когато заедно със Сабина Франк печелят първо място. Има още 5 други шампионски титли на Австрия през 1996 и 1997 г.: 2 сингъла, 2 на двойки жени и последната в смесени двойки.
Първа титла в основни турнири по бадминтон печели през 2000 г., а после – 7 титли на сингъл и 5 на двойки до 2007 г. Печели също Международния шампионат на Италия (2002) и на Словения (2009).
Участва в Летните олимпийски игри през 2012 г. в Лондон, където не успява да премине квалификацията в групите.